# جون ماكسويل إيفانز
جون ماكسويل إيفانز هو قاضي كندي، ولد في 4 أغسطس 1942.